# Klepp IL
Klepp IL (även Klepp Idrettslag) är en idrottsförening i Klepps kommun, Norge, grundad 1 oktober 1919. Klubben har haft och har aktivitet i flera idrotter. Den är mest känd för sitt damlag i fotboll. De vann 1987 Toppserien, vilket var första gången som de bästa lagen möttes i en serie som täckte hela Norge. De vann också norska mästerskapet 1989 (i Norge avgörs vanligen vilket lag som blir nationella mästare i en sport genom en cuptävling och inte genom seger i högsta serien). Klubben är förutom för damfotbollslaget också känt för gymnasten Åge Storhaug som deltog vid OS 1960 och OS 1964.